# Bernhard Stürtz

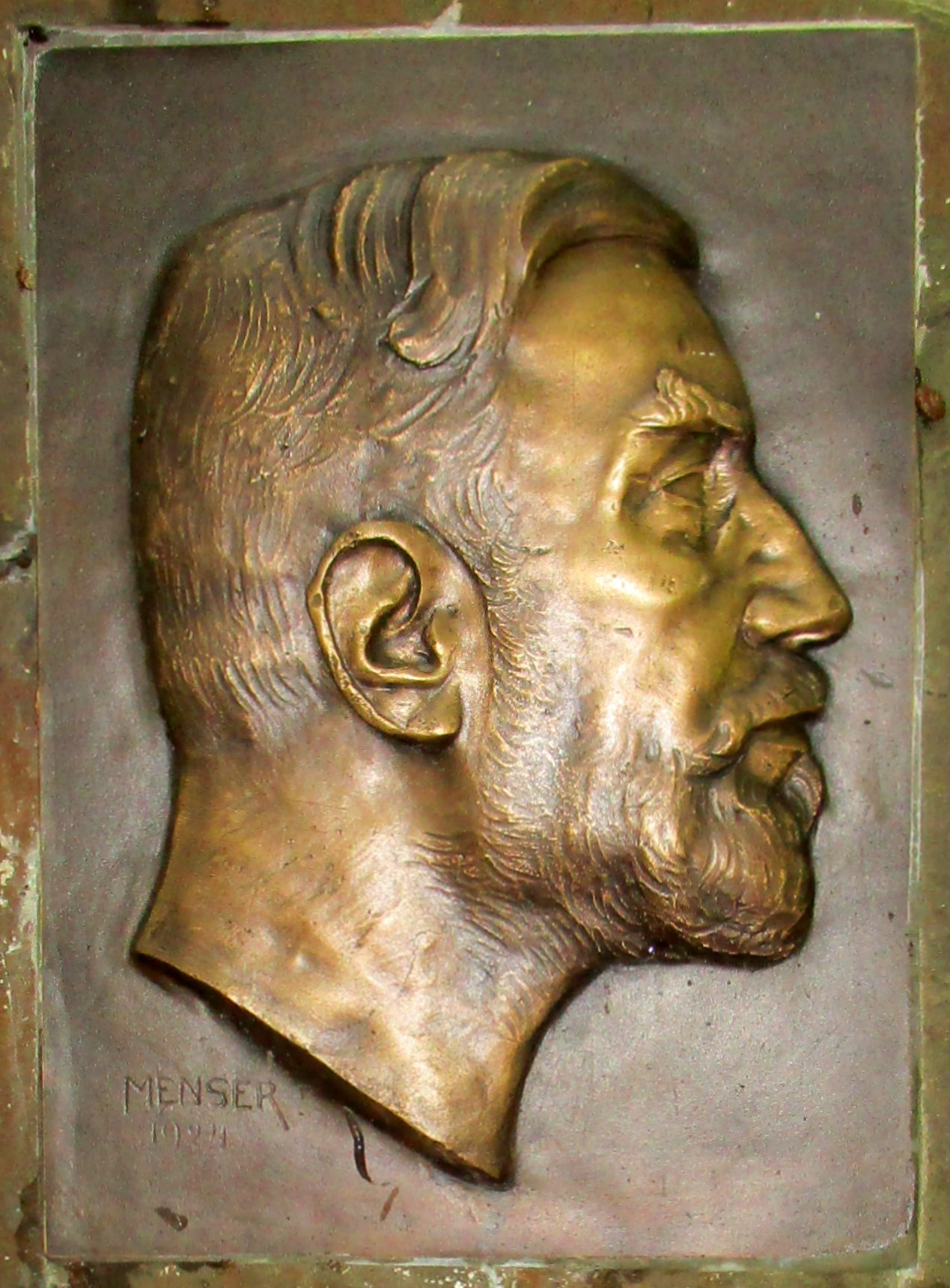
Bernhard Stürtz (Relief von Karl Menser am Stürtz-Denkmal im Siebengebirge)

Bernhard Stürtz (* 29. April 1845 in Eschweiler; † 13. März 1928 in Bonn) war ein deutscher Mineralien- und Fossilienhändler in Bonn und Paläontologe.

## Leben
Stürtz nahm auf preußischer Seite als Reserveoffizier an den Kriegen 1864, 1866 und 1870/71 teil (er veröffentlichte seine Erinnerungen daran 1912 in Aachen). Daneben unterhielt er eine (1866 von seiner Frau gegründete) Fossilien- und Mineralienhandlung in Bonn. Er war darin sehr erfolgreich und wurde wohlhabend. Seine Firma erhielt einen Preis 1893 auf der Chicagoer Weltausstellung und gab regelmäßig Kataloge heraus, die in mehreren Sprachen erschienen.
Als Paläontologe war er Autodidakt. Er veröffentlichte ab 1886 Abhandlungen über Fossilien des Hunsrückschiefers aus Bundenbach in den Zeitschriften Palaeontographica, Neues Jahrbuch für Mineralogie und den Verhandlungen des Naturhistorischen Vereins der preußischen Rheinlande und Westphalens. Einige Arten sind heute nach ihm benannt, wie die Seelilie Taxocrinus stuertzi, Gemuendina stuertzi oder der Seestern Stuertzura. Die von ihm verkauften Fossilien aus Bundenbach fanden ihren Weg in weltweite Sammlungen.
1902 wurde er außerdem Manager bei den Zementwerken in Oberkassel bei Bonn und wurde dort Vorstandsvorsitzender.
1919 wurde er Ehrendoktor der Universität Bonn.
Er war auch im Naturschutzgebiet Siebengebirge engagiert. Er liegt in Rhöndorf auf dem Waldfriedhof begraben.
Auf dem zu seinen Ehren bereits 1915/16 am Abhang der Wolkenburg, einer der Berge im Siebengebirge, angelegten „Stürtzplatz“ wurde 1925 ein Denkmal mit einem von Karl Menser geschaffenen Porträtrelief errichtet. Es ist nach der am 1. März 2013 geänderten und in Kraft getretenen Wegeverordnung nicht mehr erreichbar; 2019/20 wurde daher am „Humbroichplatz“ unterhalb des Gipfels des Großen Ölbergs ein neues Denkmal für Bernhard Stürtz mit einer Kopie des von Menser geschaffenen Reliefs errichtet.

## Schriften
- Das Siebengebirge und der Rhein, 1921
- Mit den 25ern vor 42 Jahren vom Rhein zur Küstenwacht und an die Lisaine, Aachener Verlags- u. Druckerei-Gesellschaft, Aachen 1912